# Barbie Fashionistas in viaggio
Barbie Fashionistas in viaggio (Barbie: Jet, Set & Style!) è un videogioco a piattaforme per bambine pubblicato il 20 settembre 2011 dalla THQ e reso disponibile per Nintendo DS e Wii. Il titolo è ispirato alla popolare fashion doll Barbie.